# Rückfallebene
Rückfallebene (englisch fallback level) ist ein Begriff aus der Sicherheitstechnik und Zuverlässigkeitstheorie, der häufig im Eisenbahnbereich und in der Informationssicherheit verwendet wird. Auch im Automobilbau findet der Begriff Verwendung, beispielsweise bei Konzeption von Bremsanlagen oder Lenkung.
Eine Rückfallebene repräsentiert ein Sekundärsystem, das bei Ausfall eines primären Systems einen Schutz gegenüber einer Gefährdung bietet oder den Totalausfall des Gesamtsystems verhindert, häufig unter Aufrechterhaltung einer reduzierten Betriebsqualität. Ein analog benutzter Begriff ist dabei der sog. limp-home-Zustand, also ein Zustand, der es ermöglicht, nach Hause "zu hinken".
Klaus Kornwachs empfahl angesichts der schwer einzuschätzenden Risiken komplexer technischer Systeme deren Reversibilität in der Produktentwicklung zu berücksichtigen, um so vorherige Entwicklungsstände als De-facto-Rückfallebenen nutzen zu können.

## Beispiele
- Analoge Karten in Abwesenheit satellitengestützter Navigation
- Manuelle Fahrzeugsteuerung beim autonomen Fahren